# Lijst van wegen in Jamaica
Het wegennet van Jamaica bestaat uit een netwerk van ongeveer 15.000 kilometer verharde weg en 6000 kilometer onverharde weg. De wegen zijn ingedeeld in drie wegnummerklassen: de autosnelwegen ('T' voor toll road: T1, T2 en T3), de A-wegen en de B-wegen. De overige wegen hebben geen nummer.
De A-wegen beginnen allemaal bij de hoofdstad Kingston, de A2 begint bij de voorstad Spanish Town.

## Lijst
| Nummer | Traject | Lengte |
| ------ | --- | ------ |
| T1     | Kingston - Portmore - Spanish Town - Old Harbour - May Pen - Williamsfield (gepland tot Montego Bay) (Highway 2000)                                      | 84 km  |
| T2     | Kingston - Portmore (Portmore Causeway) | 6 km   |
| T3     | Caymanas - Spanish Town - Linstead - Moneague - Ocho Rios - Saint Ann's Bay (Highway 2000)                                                               | 67 km  |
| A1     | Kingston - Caymanas - Spanish Town - Bog Walk - Linstead - Ewarton - Moneague - Golden Grove - Saint Ann's Bay - Falmouth - Montego Bay - Lucea - Negril | 235 km |
| A2     | Spanish Town - Old Harbour - Freetown - May Pen - Porus - Williamsfield - Mandeville - Santa Cruz - Black River - Savanna-la-Mar - Negril                | 154 km |
| A3     | Kingston - Cross Roads - Castleton - Annotto Bay - Port Maria - Oracabessa - Ocho Rios - Saint Ann's Bay / Moneague                                      | 101 km |
| A4     | Kingston - Morant Bay - Port Morant - Golden Grove - Hectors River - Manchioneal - Boston Bay - Port Antonio - Hope Bay - Buff Bay - Annotto Bay         | 174 km |
| B1     | Kingston, Cross Roads - Newcastle - Buff Bay |        |
| B2     | Bog Walk - Riversdale - Troja - Richmond - Highgate - Whitehall (A3)                                                                                     |        |
| B3     | May Pen - Trout Hall - Alexandria - Brown's Town - Runaway Bay                                                                                           |        |
| B4     | Trout Hall - Frankfield - Spaldings - Walderston - Williamsfield / Christiana                                                                            |        |
| B5     | Shooters Hill - Walderston - Christiana - Albert Town - Jackson Town - Rio Bueno                                                                         |        |
| B6     | Montpelier - Cambridge - YS - Holland / Maggotty - Balaclava - Shooters Hill                                                                             |        |
| B7     | Shettlewood - Bethel Town - Newmarket - Struie - Baptist (Black River)                                                                                   |        |
| B8     | Ferris Cross (Savanna-la-Mar, A2) - Whithorn - Shettlewood - Montpelier - Reading (Montego Bay, A1)                                                      |        |
| B9     | Lucea - Grange Hill - Frome - Savanna-la-Mar |        |
| B10    | (Balaclava), Roses Valley - Troy - Barbecue Bottom - Clark's Town - Duncans                                                                              |        |
| B11    | Falmouth - Clarks Town - Jackson Town - Stewart Town - Brown's Town - Claremont - Golden Grove / Saint Ann's Bay                                         | 68 km  |
| B12    | Freetown - Lionel Town - Springfield - Toll Gate |        |
| B13    | Linstead - Guys Hill - Gayle - Oracabessa |        |